# Sistema auditivo

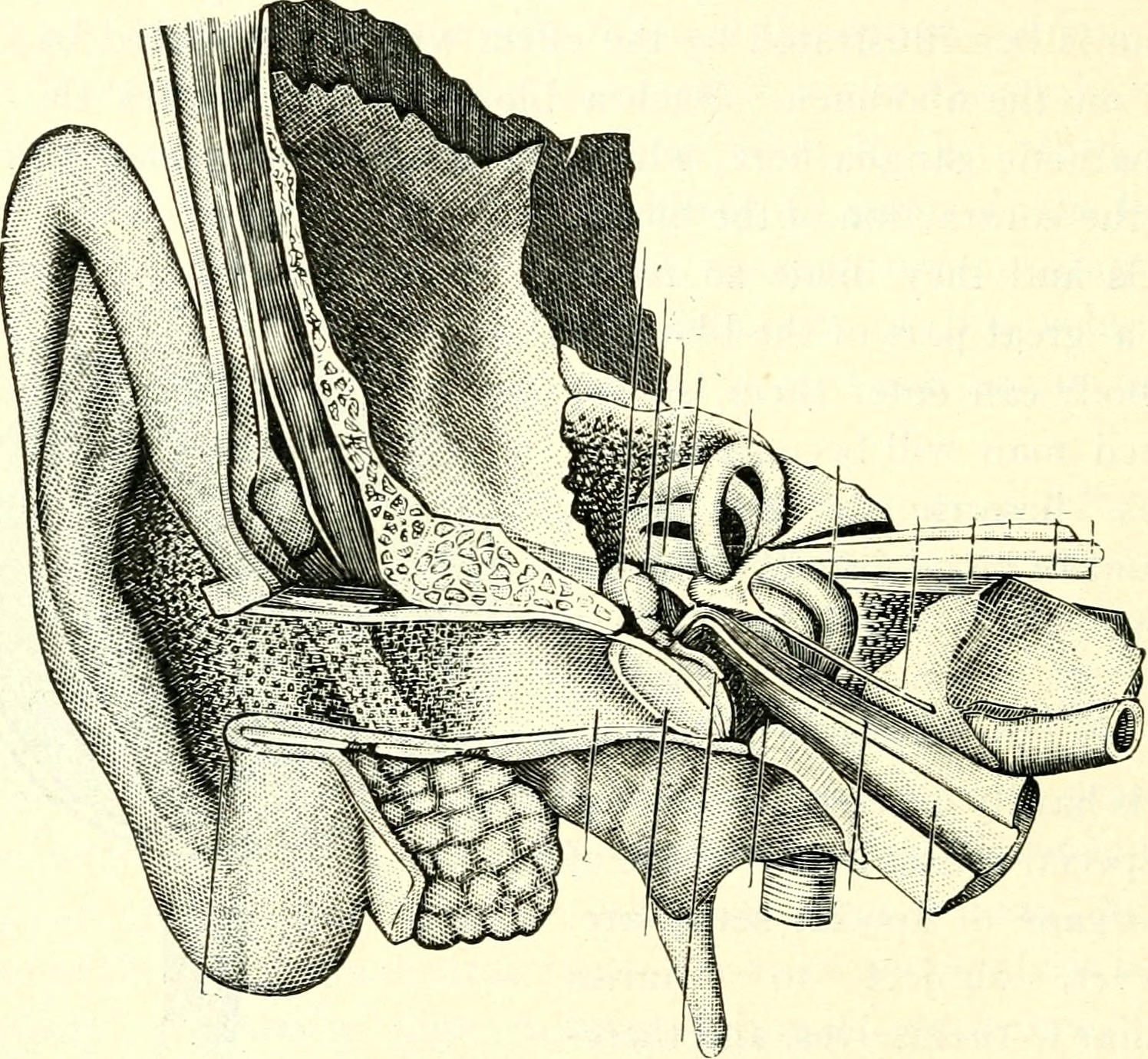
Sistema Auditivo Periférico

O sistema auditivo é constituído por estruturas sensoriais e conexões centrais responsáveis pela audição.

## Visão geral do sistema auditivo
Este sistema pode ser referido em duas partes distintas, definidas como sistema auditivo periférico e sistema auditivo central.
A porção periférica possui estruturas da orelha externa, orelha média, orelha interna, e do sistema nervoso periférico, que é composto pelo nervo vertibulococlear (VIII par craniano). O sistema auditivo central refere- se às vias auditivas localizadas no tronco encefálico e áreas corticais.

## Sistema Auditivo Periférico

### Orelha externa
A orelha externa é constituída pelo pavilhão auricular (a orelha propriamente dita) e o meato acústico externo (parte cartilaginosa e óssea). O pavilhão auricular, parte superior, é uma cartilagem flexível, formada por saliências e depressões denominadas de: Hélice, tubérculo da orelha, concha da orelha, antélice, fossa triangular, escafa, trago, incisura antitrágica e lóbulo. Já a parte inferior é formada pelo lóbulo, um tecido adiposo recoberto por pele. Assim, anatomicamente o meato acústico externo é um tubo fechado em forma de "S", possui 2,8 cm de comprimento em adultos e possui um terço lateral cartilagíneo e dois terços mediais ósseos, ambos revestidos de pele.

### Orelha média

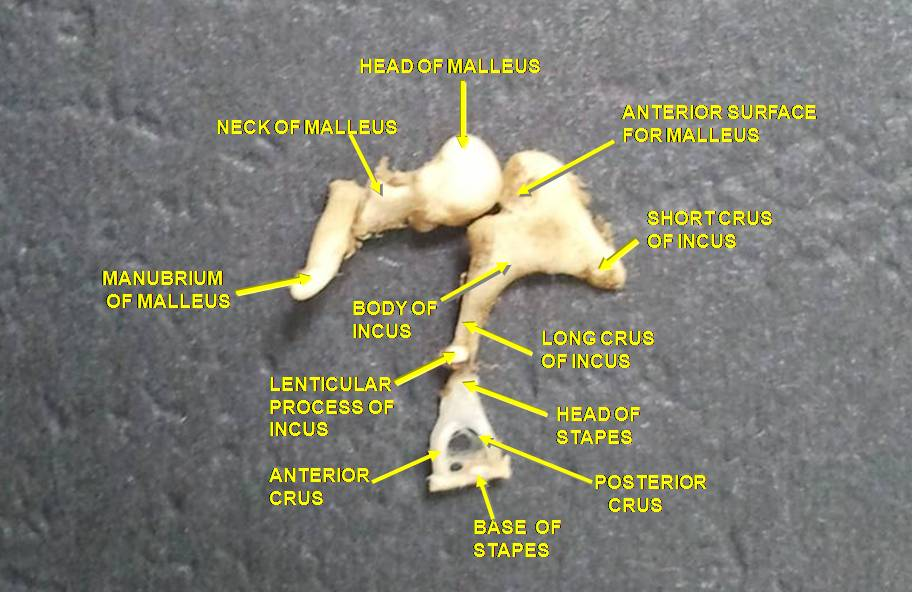
Ossículos auditivos de uma dissecção profunda da cavidade timpânica

A orelha média é constituída pela cavidade timpânica, um espaço irregular escavado no osso temporal, ocupado por ar e coberto pela túnica mucosa timpânica. Desse modo, contém a cadeia ossicular também conhecido como ossículos (martelo, bigorna e estribo).  O martelo mede de 8 a 9 mm, e se encontra fixado a membrana timpânica, já o estribo com 3,3 mm (menor osso do corpo humano) está fixado à janela do vestíbulo pelo ligamento estapedial anular, e a bigorna de 7 mm está posicionada entre os dois anteriores, articulando-se com ambos. A cadeia ossicular se mantém suspensa com seus pesos igualmente distribuídos entre as extremidades por meio de ligamentos, articulações, pregas da túnica mucosa da cavidade timpânica e músculos.
A extremidade externa dos ossículos está em contato com a membrana timpânica.  A membrana timpânica é uma estrutura translúcida com 85 mm² de superfície, 10 mm de diâmetro e 0,1 mm de espessura. A extremidade interna dod ossículos encontra-se em contato com os líquidos da orelha interna, ou seja, a cadeia ossicular une meios de densidades diferentes através do acoplamento de impedâncias. Assim, impedância é caracterizada como uma resistência oferecida a passagem da onda acústica.
A adaptação de impedâncias diferentes, permite que a reflexão do som seja mínima e a transmissão máxima, sendo estabelecidos por sistemas mecânicos de amplificação descritos a seguir:
- Efeito de área: A pressão é aumentada na mesma proporção em que o tamanho da membrana timpânica é reduzido.
- Efeito de alavanca: Os ossículos formam um sistema que funciona como uma alavanca, no qual o martelo impulsiona a bigorna e esta o estribo, atuando como um amplificador das ondas sonoras. O cabo do martelo forma o braço longo da alavanca e o ramo longo da bigorna se articula com o estribo, constituindo o braço curto.
- Força catenária: É a força do deslocamento da membrana timpânica convergindo para o centro.

Na parte anterior da cavidade timpânica encontra-se a tuba auditiva ou tromba de Eustáquio, sua função é igualar a pressão do ar nas faces medial e lateral da membrana timpânica.

### Orelha interna

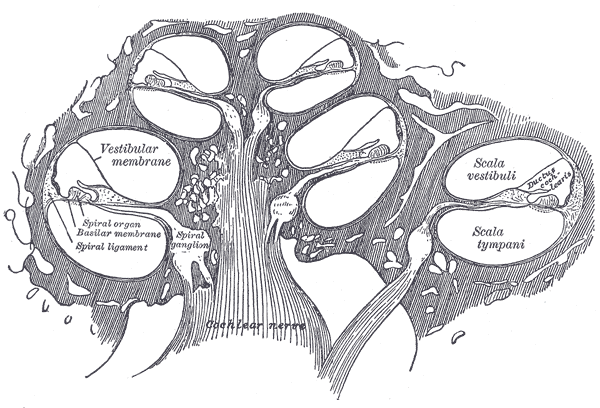
Seção longitudinal esquemática da cóclea. O ducto coclear, ou escala media, é denominada como ducto coclear à direita

A orelha interna é constituída pelo labirinto ósseo, que é preenchido pela perilinfa uma substância líquida rica em sódio (Na+) e o labirinto membranoso, preenchido por endolinfa um líquido abundante em potássio (K+).
A cóclea, cuja estrutura tem formato helicoidal parecido com a forma de um caracol encontra-se na orelha interna. A parte do centro da cóclea apresenta um eixo ósseo com formato cônico denominado de modíolo; a região mais para as extremidades é constituída por uma cápsula óssea, com canais para a passagem tanto de ramos nervosos quanto vasculares, provenientes do meato acústico interno. Ao redor do modíolo podemos encontrar o canal espiral da cóclea, que é formado por uma estrutura óssea espiralado. Este canal está dividido pela lâmina espiral óssea em duas partes: rampa vestibular e a rampa timpânica, ambas preenchidas por perilinfa.
No interior da cóclea encontram-se também duas membranas: a basilar e a vestibular, que partem da lâmina espiral e se fixam na parede externa da cóclea formando uma terceira rampa preenchida por endolinfa - a rampa média. Dessa forma, a lâmina basilar forma o soalho do ducto coclear, já a membrana vestibular forma o teto do ducto coclear. Ao longo do ducto coclear, sobre a lâmina basilar, encontra-se o “Orgão de Corti”, formado pela membrana tectória, pelas células de sustentação e as células ciliadas. As células ciliadas são de natureza sensorial e seu objetivo é transformar a onda sonora em impulsos nervosos. Elas podem ser diferenciadas de duas formas: células ciliadas externas (CCE) e células ciliadas internas (CCI).

#### Órgão de Corti

O órgão de Corti localizado na escala média

A lâmina basilar é constituida por fibras, cujo comprimento aumenta e o diâmetro diminui da base até a cúpula da cóclea. Desse modo, as fibras curtas da base tendem a vibrar em frequências altas (agudas), já as fibras longas da cúpula vibram em frequências baixas (graves).
O movimento inicial do estribo na janela do vestíbulo desencadeia uma onda vibratória na base da cóclea que se amplifica e se dissipa por completo quando atinge o local da lâmina basilar, que tem uma frequência natural de ressonância igual à frequência do som correspondente (organização tonotópica da cóclea). Assim, cada frequência está relacionada a um local específico do ducto coclear, excitando determinadas células sensoriais e fibras nervosas provenientes do órgão espiral dessa região.

#### Células Ciliadas

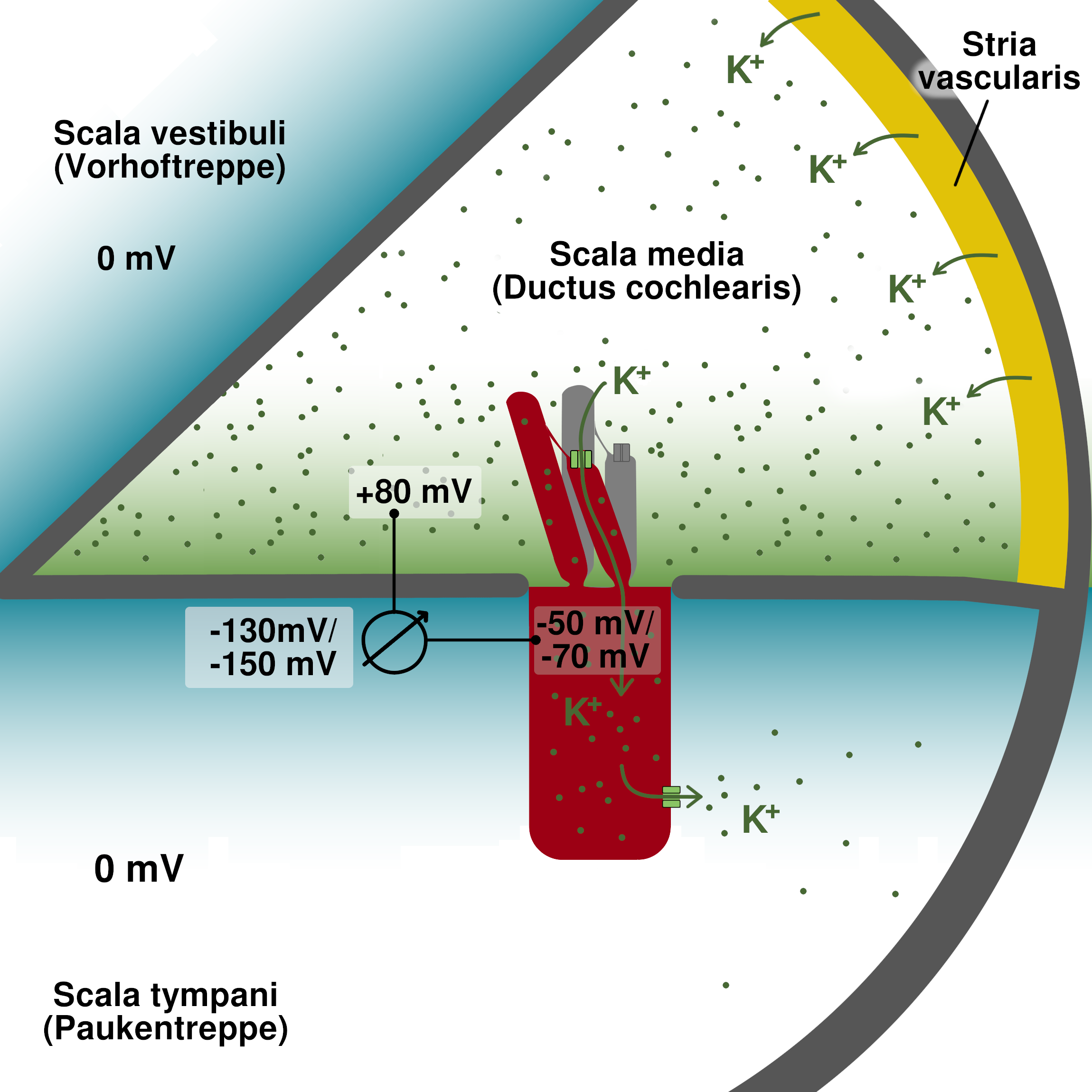
Célula Ciliada

As células ciliadas são células colunares, cada uma com um feixe de 100 a 200 cílios especializados no topo, para os quais são nomeados. Existem dois tipos de células ciliadas; células ciliadas internas e externas. As células ciliadas internas (CCI) são os mecanorreceptores da audição: eles transformam a vibração do som em atividade elétrica nas fibras nervosas, que são transmitidas ao cérebro. As células ciliadas externas (CCE) são uma estrutura motora. A energia sonora causa mudanças no formato dessas células, o que serve para amplificar as vibrações sonoras de uma maneira específica da frequência. Descansando levemente no topo dos cílios mais longos das células ciliadas internas está a membrana tectorial, que se move para frente e para trás a cada ciclo de som, inclinando os cílios, gerando as respostas elétricas das células ciliadas.
Células Ciliadas Internas (CCI): 3.500 células piriformes, distribuídas em 50 a 70 esteriocílios por célula em uma disposição linear, arranjadas em uma única fileira não alcançando a membrana tectória. São sustentadas pelas células falângicas internas, de modo a não apresentar espaço livre ao seu redor. As CCI estão relacionadas aos sons intensos, tendo seletividade de frequência e sendo associadas ao Sistema Transdutor Sensorial.
Células Ciliadas Externas (CCE): 12.000 a 15.000 células cilíndricas, distribuídas em 100 a 300 esteriocílios por célula em uma disposição em forma de "V" ou "W", arranjadas em três fileiras com os cílios inseridos na membrana tectória. São fixadas a membrana basilar, de modo a apresentar espaço entre as célular. As CCE estão relacionadas a sons menos intensos, sendo responsáveis pelo Sistema Amplificador Coclear.

#### Nervo Vestibulococlear
Os neurônios aferentes inervam as células ciliadas internas da cóclea, nas sinapses onde o neurotransmissor glutamato comunica sinais das células ciliadas aos dendritos dos neurônios auditivos primários. Há muito menos células ciliadas internas na cóclea do que fibras nervosas aferentes - muitas fibras nervosas auditivas inervam cada célula ciliada. Os dendritos neurais pertencem aos neurônios do nervo auditivo, que por sua vez une o nervo vestibular para formar o nervo vestibulococlear, ou nervo craniano ou VIII par craniano. Projeções eferentes do cérebro para a cóclea também desempenham um papel na percepção do som, embora isso não seja bem compreendido. Sinapses eferentes ocorrem nas células ciliadas externas e nos dendritos aferentes (em direção ao cérebro) sob as células ciliadas internas.

## Sistema Auditivo Central

### Vias Auditivas

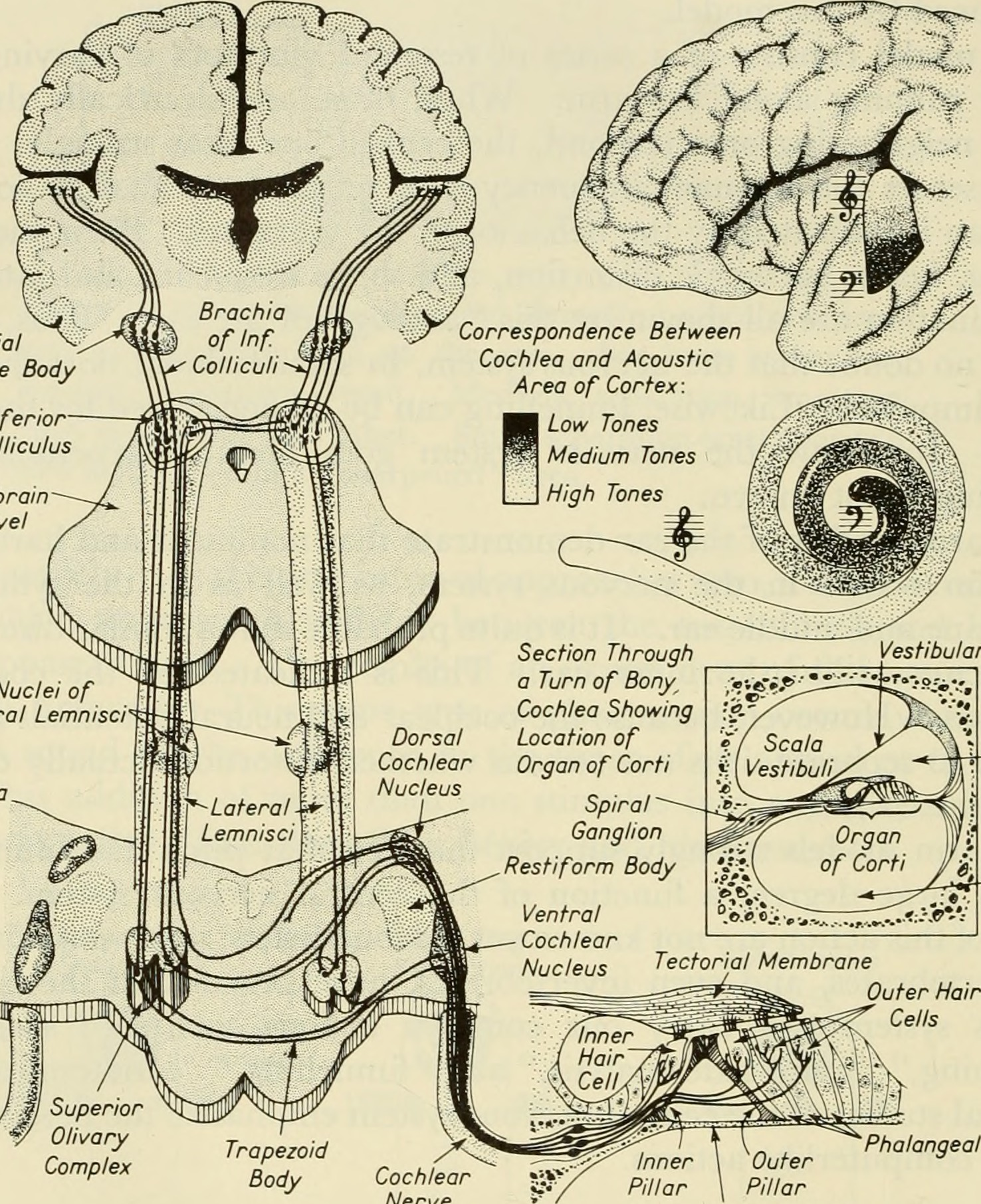
Sistema Auditivo Central

O nervo auditivo é composto por dois tipos de fibras: a tipo I e a tipo II, que entra no tronco encefálico pela parte lateral posterior e se projeta para o núcleo coclear.  As estruturas que compõem a via auditiva central são: núcleo coclear, corpo trapezoide, complexo olivar superior, leminisco lateral, colículo inferior, corpo geniculado medial, formação reticular e córtex auditivo.

### Núcleo coclear
O núcleo coclear é o primeiro local do processamento neuronal dos dados "digitais" recém-convertidos da orelha interna. Essa região é dividida em três regiões: núcleo coclear ventral anterior (NCVA), núcleo coclear ventral posterior (NCVP) e núcleo coclear dorsal (NCD). É composto por vários tipos de células que com o impulso neural já iniciam a codificação da informação sonora. Suas fibras estão organizadas de forma a manter a organização tonotópica da cóclea. Essa é a única estrutura do tronco encefálico que fornece informação auditiva ipsilateral. Danos no núcleo coclear podem resultar na dificuldade da percepção de tons puros.

### Corpo Trapezoide
O corpo trapezoide é um feixe de fibras de cruzamento na ponte ventral que carrega informações usadas para cálculos binaurais no tronco encefálico. Alguns desses axônios vêm do núcleo coclear e cruzam para o outro lado antes de viajar para o núcleo olivar superior. Acredita-se que isso ajude na localização do som.

### Complexo Olivar Superior
O complexo olivar superior (COS) está localizado na ponte e recebe projeções predominantemente do núcleo coclear ventral, embora o núcleo coclear dorsal também se projete nele. Dentro do COS encontra-se o complexo olivar lateral superior (OLS) e o complexo olivar medial superior (OMS). O primeiro é importante na detecção de diferenças de nível interaural, enquanto o último é importante na distinção de diferença de tempo interaural. O COS é uma estação complexa de transmissão da informação e a primeira estação a ser binaural, ou seja, é a primeira estação a receber informações ipsi e contralaterais.

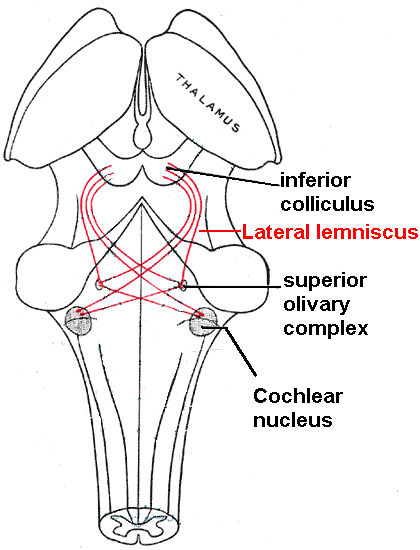
Lemnisco lateral em vermelho, ao conectar o núcleo coclear, o núcleo olivar superior e o colículo inferior, visto por trás

### Lemnisco Lateral
O lemnisco lateral é um trato de axônios no tronco encefálico que transporta informações sobre o som do núcleo coclear para vários núcleos do tronco encefálico e, finalmente, o colículo inferior contralateral do mesencéfalo. É nele que acontece a via primária por onde passam informações auditivas ascendentes e descendentes.

### Colículos Inferiores
Os colículos inferiores (CI) estão localizados logo abaixo dos centros de processamento visual conhecidos como colículos superiores. O núcleo central do CI é um centro de retransmissão quase obrigatório no sistema auditivo ascendente e, provavelmente, atua para integrar informações (especificamente em relação à localização da fonte sonora do complexo olivar superior e do núcleo coclear dorsal) antes de enviá-lo ao tálamo e córtex. O CI possui organização tonotópica e um alto nível de resolução de frequência.

### Corpo Geniculado Medial
O corpo geniculado medial é dividido em ventral, dorsal e medial. A parte ventral responde a estimulações acústicas, já a parte dorsal e medial respondem a informações acústicas e também somatossensitivas. A parte dorsal é responsável também pela manutenção da atenção auditiva.

### Formação Reticular
A formação reticular é um conjunto de células e fibras nervosas que influenciam em quase todos os setores do sistema auditivo central. Uma de suas principais funções é a atividade eletrocortical (sono e vigília), por essa característica a formação reticular pode ser responsável pela habilidade de ouvir na presença de ruído.

### Córtex Auditivo Primário
O córtex auditivo primário é a primeira região do córtex cerebral que recebe estímulos auditivos.
A percepção sonora está associada ao giro temporal superior posterior esquerdo (GTS). O giro temporal superior contém várias estruturas importantes do cérebro, incluindo as áreas de Brodmann 41 e 42, marcando a localização do córtex auditivo primário, a região cortical responsável pela sensação de características básicas do som, como tom e ritmo. Os neurônios do córtex auditivo primário podem ser considerados como tendo campos receptivos que cobrem uma gama de frequências auditivas e têm respostas seletivas a sons harmônicos Os neurônios que integram informações das duas orelhas têm campos receptivos que cobrem uma região específica do espaço auditivo.
O córtex auditivo primário é cercado pelo córtex auditivo secundário e se interconecta com ele. Essas áreas secundárias se interconectam com outras áreas de processamento no giro temporal superior, no banco dorsal do sulco temporal superior e no lobo frontal. Nos seres humanos, as conexões dessas regiões com o giro temporal médio são provavelmente importantes para a percepção da fala. O sistema frontotemporal subjacente à percepção auditiva permite distinguir sons como fala, música ou ruído.
Sua subdivisão tem divisão colunar e tonotópica, assim cada camada de células responde a uma faixa de frequência específica. Além de também estar organizado em camadas que representam aspectos binaurais, fazendo com que as informações não sejam distribuídas aleatoriamente.
O córtex auditivo primário é responsável pela sensação e percepção auditiva. Tem uma ligação com a área de Wernicke, assim relaciona os reconhecimentos de estímulos de linguagem, interpretação dos significados em relação a memórias auditivas e compreensão da linguagem falada.

### Fluxos Auditivos Ventral e Dorsal

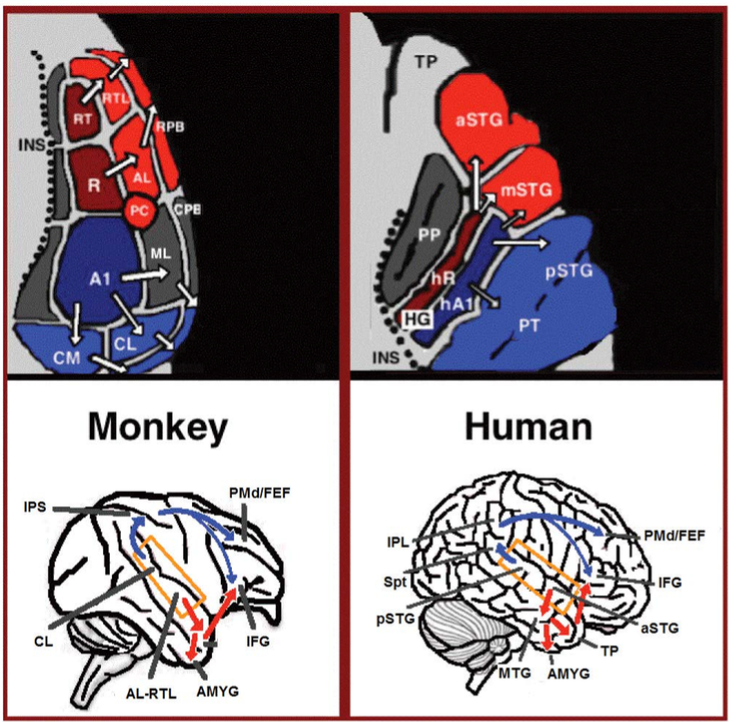
Conectividade de fluxo duplo entre o córtex auditivo e o lobo frontal de macacos e humanos. Superior: O córtex auditivo do macaco (esquerda) e humano (direita) é esquematicamente representado no plano supratemporal e observado de cima (com os opérculos parieto-frontais removidos). Abaixo: O cérebro do macaco (esquerda) e humano (direita) é esquematicamente representado e exibido de lado. Quadros laranja marcam a região do córtex auditivo, que é exibida nas sub-figuras superiores. Superior e inferior: as cores azuis marcam as regiões afiliadas ao ADS e as cores vermelhas marcam as regiões afiliadas ao AVS (as regiões vermelho escuro e azul marcam os campos auditivos primários). Abreviações: AMYG-amígdala, giro de HG-Heschl, campo ocular frontal do FEF, giro frontal inferior do IFG, ínsula INS, ópio-sulco parietal intra-IPS, giro temporal médio do MTG, centro do pitch do PC, córtex pré-motor dorsal PMd, PP-planum polare, PT-planum temporale, TP-temporal, Spt-sylvian parietal-temporal, pSTG / mSTG / aSTG-posterior / médio / anterior giro temporal superior superior, CL / ML / AL / RTL-caudo- / médio- / área da cintura antero- / rostrotemporal-lateral, campos de CEC / RPB-caudal / parabelt rostral. Utilizado com permissão da Poliva O. De onde para o quê: um modelo evolutivo neuroanatomicamente baseado no surgimento da fala em humanos. ligação= O material foi copiado desta fonte, disponível sob uma Licença Internacional Creative Commons Attribution 4.0.

Do córtex auditivo primário emergem duas vias separadas: a corrente ventral auditiva e a corrente dorsal auditiva. Os neurônios nessas áreas são responsáveis pelo reconhecimento sonoro e pela extração de significado das frases. O papel mais estabelecido da corrente dorsal auditiva em primatas é a localização correta.
Nos seres humanos, o fluxo dorsal auditivo no hemisfério esquerdo também é responsável pela repetição e articulação da fala, codificação fonológica e memória de trabalho verbal.

### Orelha externa- Fisiologia
Sua função é amplificar as ondas sonoras e direcioná-las ao ouvido médio, auxiliar na localização das fontes sonoras e a proteger os ouvidos médio e interno. O canal auditivo externo transmite e amplifica o som para a orelha média e também pode ajudar a localizar a fonte do som. No entanto, a principal função do ouvido externo é proteger o tímpano e, além disso, que mantenha um certo equilíbrio de umidade necessários à preservação da elasticidade da membrana. Contribuem para essas funções as glândulas ceruminosas produtoras de cerúmen, os pelos, e a migração epitelial da região interna para a externa.

### Orelha interna
Cóclea é um órgão que comporta três “tubos” paralelos, que afiliam da base para o ápice, e se dispõe em espiral, em torno do osso chamado columela. Sendo responsável pela transdução de energia acústica (mecânica) em energia elétrica. A base é composta por duas janelas, a oval e a redonda. Os três tubos são denominados: Rampa Vestibular: Fica entre a orelha média e a janela oval Ducto coclear: Contém o órgão de Corti e é delimitado em sua base pela membrana basilar. Rampa timpânica: Limita-se entre a orelha média e a janela redonda. As rampas vestibulares e timpânica se comunicam através do helicotrema, situado no ápice da cóclea. Em seu interior contém a perilinfa, rico em sódio. O interior do ducto coclear contém endolinfa, rico em K +.

#### A membrana Basilar

Òrgão de Corti, contendo membrana basilar

Durante a transmissão sonora através da cadeia ossicular, o estribo se projeta para o interior do vestíbulo da janela oval, impulsionando a perilinfa. Este líquido recebe pressão sendo direcionado para membrana basilar e seguindo em direção ao ápice, com isso a onda mecânica se desloca ao longo da rampa vestibular, atinge o helicotrema e retorna a membrana timpânica alcançando a janela oval, empurrando a caixa timpânica. Nesse deslocamento observa-se uma diferença de pressão hidrostática que se aplica na membrana basilar, fazendo vibrar de cima para baixo.

## Significado clínico
O funcionamento do Sistema Auditivo é fundamental para detectar, processar e compreender o som. Quando essas estruturas desenvolvem algum problema o indivíduo pode ter dificuldades em entender ou até mesmo se comunicar. A avaliação audiológica é utilizada para examinar a saúde e o funcionamento do sistema auditivo. Quando ocorre algum tipo de perda auditiva, essa avaliação ajuda a identificar os diferentes tipos de problemas auditivos e fornece informações essenciais para orientar o tratamento ou a reabilitação necessária.
O diagnóstico precoce é de extrema importância para desenvolver métodos de tratamento, pois em crianças em fase de desenvolvimento da linguagem o Sistema Auditivo prejudicado carretará em um atraso em seu desenvolvimento.
Com isso, podemos observar algumas perdas auditivas e comprometimentos que podem ocorrer no Sistema Auditivo:
- Perda Auditiva Condutiva: São alterações temporárias que impedem a transmissão do som da orelha externa à orelha interna (cóclea)
- Perda Auditiva Mista: Alterações na condução do som e sensoriais combinadas.
- Perda Auditiva Sensorioneural: Diminuição auditiva quando os órgãos sensoriais terminais - CCE e CCI e nervo auditivo sofrem danos.
- Perda Auditiva Central: Alterações nas vias auditivas, sem alteração de sensibilidade auditiva, mas a falha na compreensão do som.
- Resposta auditiva do tronco encefálico e teste audiométrico ABR para audição de recém-nascidos
- Transtorno do processamento auditivo - PAC
- Perda Auditiva por ruído - PAIR